# Franz Kaspar von Schmid
Franz Kaspar von Schmid, ab 1688 Freiherr von Haslbach und Piernbach, (* 1658; † 1721) beteiligte sich während des bayerischen Volksaufstandes von 1705 als Pfleger von Aibling an der Erhebung.

## Familie
Sein Vater Kaspar von Schmid (1622–1693), Herr auf Haslbach und Pirnbach, wurde am 11. März 1688 als kurfürstlich bayerischer Geheimer Ratskanzler, Lehens-Propst und Pfleger von Aibling in den kurfürstlich bayerischen Freiherrnstand erhoben. Die Pflegschaft von Aibling blieb bis 1800 in der Familie.

## Leben
In den östlich von Tölz gelegenen Gerichtsbezirken verteilte der Oberschreiber des Gerichtes Tölz, Johann Adam Prindl, am 20. Dezember 1705 das Tölzer Patent. In Aibling erklärte sich der Pfleger Franz Kaspar Freiherr von Schmidt sofort bereit, ein Generalaufgebot zur Unterstützung des Aufstandes zu erlassen. Die Mannschaft seines Gerichtes wollte er selber in den Kampf führen. Er brachte auch mit über 900 Mann das stärkste Aufgebot des Oberlandes auf die Beine. Nach der Niederschlagung des Aufstands war er von 1706 bis Dezember 1708 wohl in Ingolstadt inhaftiert. Mit der Rückkehr Kurfürst Max Emanuels 1715 konnte er seine Ämter im Hofrat, im Revisionsrat und in der Pflege Aibling erneut übernehmen.

## Werk
Schmid verfasste 1711 das Werk Mundus Christiano Bavaro Politicus, in dem er sich kritisch in vier Traktaten mit dem Fürsten, dem Leitenden Minister, dem General und dem Gesandten beschäftigte.